# Tabanus indistinctus
Tabanus indistinctus är en tvåvingeart som beskrevs av Jacques-Marie-Frangile Bigot 1892. Tabanus indistinctus ingår i släktet Tabanus och familjen bromsar. Inga underarter finns listade i Catalogue of Life.